# Solomon Hill
Solomon Jamar Hill (* 18. März 1991 in Harvey, Illinois) ist ein US-amerikanischer Basketballspieler, der zuletzt bei den Atlanta Hawks in der National Basketball Association (NBA) unter Vertrag stand.

## Karriere
Nachdem Hill vier Jahre für die University of Arizona gespielt hatte, wurde er in der NBA-Draft 2013 an 23. Stelle von den Indiana Pacers ausgewählt. Hill hatte eine unauffällige Debütsaison, in der er nur in 28 Spielen zum Einsatz kam und den Rest seiner Erfahrung bei den Fort Wayne Mad Ants in der D-League sammelte.
Durch die schwere Verletzung von Starspieler Paul George rückte Hill in seinem zweiten NBA-Jahr in die Startaufstellung und stand in 82 Saisonspielen 78-mal in der Startaufstellung. Er erzielte dabei 8,9 Punkte im Schnitt. Mit der Rückkehr Georges zur Saison 2015/16 reduzierten sich Hills Spielanteile wieder.
Der Forward wechselte im Sommer 2016 zu den New Orleans Pelicans, wo er wieder einen Platz in der Startaufstellung erhielt und in 71 von 80 Saisonspielen von Beginn an eingesetzt wurde. Am 17. März 2017 gelang Hill mit 30 Punkten gegen die Houston Rockets ein Karriererekord.
Nach zuletzt zwei enttäuschenden Jahren in New Orleans, wurde Hill im Sommer im Austausch für Chandler Parsons an die Memphis Grizzlies abgegeben.

## Karriere-Statistiken

### NBA

#### Reguläre Saison
| Saison  | Team            | GP  | GS  | MPG  | FG % | 3P % | FT % | RPG | APG | SPG | BPG | PPG |
| ------- | --------------- | --- | --- | ---- | ---- | ---- | ---- | --- | --- | --- | --- | --- |
| 2013–14 | Indiana         | 28  | 0   | 8.1  | .425 | .304 | .857 | 1.5 | 0.4 | 0.2 | 0.1 | 1.7 |
| 2014–15 | Indiana         | 82  | 78  | 29.0 | .396 | .327 | .824 | 3.8 | 2.2 | 0.8 | 0.2 | 8.9 |
| 2015–16 | Indiana         | 59  | 3   | 14.7 | .447 | .324 | .857 | 2.8 | 1.0 | 0.6 | 0.2 | 4.2 |
| 2016–17 | New Orleans     | 80  | 71  | 29.7 | .383 | .348 | .805 | 3.8 | 1.8 | 0.9 | 0.4 | 7.0 |
| 2017–18 | New Orleans     | 12  | 1   | 15.6 | .268 | .190 | .500 | 3.0 | 1.8 | 0.6 | 0.1 | 2.4 |
| 2018–19 | New Orleans     | 44  | 15  | 20.0 | .382 | .317 | .719 | 3.0 | 1.3 | 0.5 | 0.2 | 4.3 |
| 2019–20 | Memphis / Miami | 59  | 4   | 18.4 | .396 | .368 | .741 | 2.8 | 1.8 | 0.7 | 0.2 | 5.5 |
| Gesamt  | Gesamt          | 364 | 172 | 22.0 | .395 | .336 | .801 | 3.2 | 1.6 | 0.7 | 0.2 | 5.8 |

#### Play-offs
| Saison  | Team        | GP | GS | MPG  | FG % | 3P % | FT % | RPG | APG | SPG | BPG | PPG |
| ------- | ----------- | -- | -- | ---- | ---- | ---- | ---- | --- | --- | --- | --- | --- |
| 2013–14 | Indiana     | 1  | 0  | 1.0  |      |      |      | 0.0 | 0.0 | 0.0 | 0.0 | 0.0 |
| 2015–16 | Indiana     | 7  | 0  | 28.3 | .452 | .579 | .938 | 4.0 | 1.1 | 0.3 | 0.0 | 7.7 |
| 2017–18 | New Orleans | 9  | 0  | 12.7 | .360 | .375 | .900 | 1.9 | 0.8 | 0.1 | 0.1 | 3.7 |
| 2019–20 | Miami       | 7  | 0  | 6.0  | .556 | .333 |      | 1.0 | 0.4 | 0.1 | 0.0 | 1.7 |
| Gesamt  | Gesamt      | 24 | 0  | 14.8 | .431 | .463 | .923 | 2.2 | 0.8 | 0.2 | 0.0 | 4.1 |